# Henricho Bruintjies
Henricho Bruintjies (Paarl, Sudáfrica, 16 de julio de 1993) es un atleta sudafricano, especialista en la prueba de 4 x 100 m, en la que logró ser campeón africano en 2018.

## Carrera deportiva
En el Campeonato Africano de Atletismo de 2018 celebrado en Asaba (Nigeria) ganó la medalla de oro en los relevos de 4 x 100 metros, con un tiempo de 38.25 segundos, que fue récord de los campeonatos, superando a los equipos de Nigeria (plata con 38.74 segundos) y Costa de Marfil (bronce con 38.92 segundos).